# Levica
Levica (Nederlands: Links) is een Sloveense politieke partij.

## Geschiedenis
Op het oprichtingscongres op 1 maart 2014 besloten de partijen Initatief voor een Democratisch Socialisme en de Partij voor een Duurzame Ontwikkeling van Slovenië in het bijzijn van Alexis Tsipras om in kartel op te komen voor de Sloveense parlementsverkiezingen van 2014, onder de naam Združena levica (Nederlands: Verenigd Links). De lijst behaalde 5,97 procent van de stemmen en 6 zetels in het parlement.
In 2017 besloten de twee partijen te fusioneren in een eengemaakte partij onder de naam Levica. Tot coördinator, de partijleider, werd Luka Mesec verkozen, de enige kandidaat en voordien de coördinator. Voor het congres waren 94 leden uit de partij gestapt uit protest, omdat ze meenden dat de partij zijn "publieke stem van een jong socialisme" had verloren. Bij de parlementsverkiezingen van 2018 behaalde de partij 9,33 procent van de stemmen en 9 zetels.
Bij de parlementsverkiezingen van 2022 behaalde de partij 4,46 procent van de stemmen, goed voor 9 zetels in het parlement. Na het tegenvallende resultaat kondigde Mesec aan op te stappen als coördinator. Asta Vrečko won de voorzittersverkiezingen van Miha Kordiš en volgde Mesec op 2 september 2023. Ondanks de verkiezingsnederlaag stapte de partij wel in de regering met Svoboda en de Sociaaldemocraten. De partij leverde 3 ministers. 

## Bekende (ex-)partijleden
- Miha Kordiš
- Simon Maljevac
- Luka Mesec
- Asta Vrečko